# Кроу, Айра Александр
Айра Александр Барби Уичарт Кроу (англ. Eyre Alexander  Barby Wichart Crowe; 30 июля 1864, Лейпциг — 28 апреля 1925) — британский дипломат. Сын дипломата и искусствоведа Джозефа Арчера Кроу.
Родившись в период длительной дипломатической миссии своего отца в Германии, Кроу впервые побывал в Англии в 1882 г., когда ему было 17 лет. Его мать, а впоследствии и его жена были немками. Благодаря этому или вопреки, но наиболее значительными событиями 40-летней дипломатической карьеры Кроу (он поступил на службу в Министерство иностранных дел Великобритании в 1885 г. и не покидал его до самой смерти) стал ряд его резких антигерманских выступлений накануне Первой мировой войны.
В январе 1907 г. Кроу направил своему начальству «Меморандум о текущем состоянии взаимоотношений Британии с Францией и Германией» (англ. Memorandum on the Present State of British Relations with France and Germany), в котором доказывалось, что Германия стремится достичь господства над Европой и далее над всем миром и что германские амбиции представляют собой угрозу для существующего миропорядка, сопоставимую с наполеоновской угрозой. Кроу упрекал министра иностранных дел Великобритании Эдуарда Грея в нерешительности континентальной политики и неготовности отвечать на германскую угрозу.
Кроу также известен своим скептическим отношением к проекту Лиги Наций и идеям коллективного обеспечения международной безопасности.
В ходе Парижской мирной конференции Кроу возглавлял политическую секцию делегации Великобритании. В 1920 г. он занял пост заместителя министра иностранных дел Великобритании.